# Melchor de Tebes
Melchor de Tebes (o Teves) y Brito (c. 1558-1619) fue un letrado  español cercano al duque de Lerma, valido de Felipe III de España.

## Biografía
Fue hijo de Gaspar de Tebes, caballerizo mayor de María Manuela de Portugal, primera esposa de Felipe II, entonces príncipe; y Ana de Brito.
Estudio leyes en la universidad de Salamanca, siendo nombrado alcalde del crimen de la Chancillería de Valladolid, ciudad en la que se encontraba en 1599. En enero de 1601 fue nombrado alcalde de Casa y Corte.
En 1606 volvería a Madrid junto con el resto de la corte, siéndole encargada en octubre de ese año la comisión para la reforma de la hacienda portuguesa. En enero de 1607 partiría a Portugal, donde trataría asuntos hacendísticos como el monopolio de la pimienta.
En 1609 fue nombrado consejero supernumerario del Consejo de Castilla, directamente a propuesta de Felipe III, en premio por sus servicios en Portugal. Este nombramiento se realizó por el monarca de forma verbal, constando solo la orden del duque de Lerma al presidente del Consejo de Castilla, a través de un billete de Rodrigo Calderón. El 9 de abril de 1615 sería nombrado del Consejo de la Cámara de Castilla
Fue autor de una obra genealógica sobre el duque de Lerma, Genealogía universal de la nobilísima casa de Sandoval, ricamente iluminada y caligrafiada por el portugués Duarte da Caldeira en Lisboa en 1612. La obra nunca fue impresa y el manuscrito encuadernado de forma lujosísima se conserva en la Biblioteca Nacional de Francia.

## Matrimonio e hijos
Contrajo matrimonio con Mariana Tello de Guzmán, señora de Benazuza y Lerena, con quien tendría al menos un hijo, Gaspar que sería un importante diplomático al servicio de Felipe IV. La paternidad de su hijo fue atribuida por el padre jesuita Juan Chacón a Gaspar de Guzmán, conde de Olivares y después valido de Felipe IV. Esta paternidad no ha sido respaldada por la historiografía posterior.

## Obras
- Genealogia universal de la nobilissima casa de Sandoval, ramo del generoso tronco de los soberanos reyes de Castilla y Leon, por Don Melchior de Teves, del Consejo Real de Castilla d'El Rey Don Philippe III. Lisboa. 1612. Wikidata Q117383759.

### Individuales
1. ↑  Teves, Melchor de (24 de noviembre de 1599). «[Carta de Melchor de Teves a Diego Sarmiento de Acuña]. (Valladolid, 24-XI-1599)». Real Biblioteca del Palacio Real de Madrid. Correspondencia del conde de Gondomar, 1597-1600. Consultado el 4 de abril de 2023.
2. ↑  Archivo General de Indias (1983). Catálogo de las consultas del Consejo de Indias: 1605-1609. Editorial CSIC - CSIC Press. ISBN 978-84-505-0200-8. Consultado el 4 de abril de 2023.
3. ↑  Gómez Rivero, Ricardo (30 de agosto de 2003). «Consejeros de Órdenes. Procedimiento de designación (1598-1700)». Hispania 63 (214): 657-744. ISSN 1988-8368. doi:10.3989/hispania.2003.v63.i214.228. Consultado el 4 de abril de 2023.
4. ↑  Gómez Rivero, Ricardo (2004). «Consejeros de Castilla de Felipe III». Anuario de historia del derecho español (74): 97-138. ISSN 0304-4319. Consultado el 4 de abril de 2023.
5. ↑  Barreda y Acedo-Rico, Juan de la (2003). Viejas familias de Alcalá de Henares. Editorial Complutense. p. 295. ISBN 978-84-7491-741-3. Consultado el 4 de abril de 2023.
6. ↑  Marañón, Gregorio. «Apéndice IX: Nota sobre Don Gaspar de Tebes, supuesto hijo bastardo del Conde-Duque». El conde duque de Olivares: La pasión de mandar.